# مردی برمی‌خیزد
مردی برمی‌خیزد (به انگلیسی: A Man Will Rise) یک فیلم کمدی و وسترن ناتمام تایلندی به کارگردانی تونی جا و ویتیانان رجانپانیچ با بازی تونی جا و دولف لاندگرن است.

## خلاصه داستان
داستان فیلم مربوط به سال ۱۹۵۰ در کشور تایلند می‌باشد. که یک گانکستر محلی را به اشغال خود در آورده است. وقتی یک مرد جوان با کار های ظالمانه او مخالفت می کند، گانگستر یک گروه را استخدام می‌کند تا آن مخالف را نابود کند. 

## نکات فیلم
در ژانویه ۲۰۱۳ پیش تولید فیلم آغاز شد. در ابتدا قرار بود که ژان کلود ون دام در کنار تونی جا بازی کند، ولی به دلیل بازی در فیلم گرمای کشنده، دولف لاندگرن جایگزین ژان کلود ون وادم شد. و در آوریل ۲۰۱۳ فیلمبرداری آغاز شد ولی بعد از سه ماه کار به طور ناگهانی فیلمبرداری متوف شد. به دلیل مسائل مالی شرکت فیلمساز (فيلم بين المللي سحامونکول) و این فیلم هنوز کامل نشده است.

## تولید و انتشار
فیلمبرداری در آوریل ۲۰۱۳ آغاز شد. تونی جا در همان ماه به عنوان کارگردان مشترک اعلام شد. پس از سه ماه فیلمبرداری ، تولید تنها با ۲۰٪ فیلم به طور ناگهانی متوقف شد. فیلم سهامونگکل فیلم اینترنشنال در سپتامبر ۲۰۱۳ حدود ۵۰ میلیون دلار علیه تونی جا شکایت کرد و مدعی شد که تونی جا با پذیرش نقشی در فیلم خشمگین ۷ قراردادش را نقض کرده است. اگرچه این دعوی در ژوئیه ۲۰۱۵ کنار گذاشته شد، اما هنوز فیلم ناتمام مانده است. در حال حاضر هیچ برنامه‌ای برای تکمیل این فیلم وجود ندارد.